# アクシズ
- 機動戦士ガンダム > 宇宙世紀の施設と地名 > アクシズ
- 機動戦士Ζガンダム > アクシズ

アクシズ（AxisまたはAxcis）は、アニメ作品群『ガンダムシリーズ』のうち、宇宙世紀を舞台にした作品に登場する架空の小惑星基地。また、そこを拠点としたジオン公国残党による組織。

## 構造
要塞である小惑星アクシズに、居住区画である小惑星モウサが接続されている。

### 小惑星アクシズ
Axis / Axcis
扁平な中央部の上部に1つ、下部に2つの円錐を取り付けたような一枚岩。要塞化された内部には大規模な商店街も形成されている。中央部側面には設置された4基の巨大な核パルス・エンジンで小惑星自体の移動ができる。

### 小惑星モウサ
アクシズ上部に無数の鉄骨材のようなもので接続された球状の小惑星。ハマーンはアクシズ発祥の地であり、象徴的存在と語っていた。当初は住居施設専用だったが、第一次ネオ・ジオン抗争時には内部にドック、外部には砲台が設置された。
アクシズ本体をグリプス戦役でゼダンの門に衝突させるために切り離され、さらに第一次ネオ・ジオン抗争にグレミー・トトの反乱でハマーン・カーンの本拠地であるコア3にぶつけて破壊している。その後の消息は不明。

## 歴史

### 資源採掘用から小惑星基地へ
宇宙世紀0072年、ジオン共和国が火星と木星の間のアステロイドベルトにある小惑星を資源採掘用に徴用。くり抜いた内部にデギン・ソド・ザビと結託した宇宙資本系の総合企業体により巨大なプラントを建設。後に宇宙要塞となる小惑星の地球圏移動、ヘリウム3を輸送する木星船団の拠点としても利用するという、コードネーム「アクシズ」と呼ばれる計画でジオン共和国はサイド3での財界援助を強化し、公国制移行の下準備を終える。

### ジオン残党勢力「アクシズ」の成立と隠遁期間
宇宙世紀0079年12月。一年戦争終結間際のア・バオア・クーでの戦闘でジオン公国ギレン・ザビ総帥の死亡。
ジオン本国とグラナダのキシリアの艦隊など、これを契機に離脱した多数のジオン公国艦艇を含む戦力の大半は小惑星アクシズに向かったとされる。
宇宙世紀0081年3月28日、逃亡艦隊が小惑星アクシズに到着。この1万人の軍人とその家族などを含めた計3万人（シャア・アズナブル大佐、ドズル・ザビ中将の忘れ形見ミネバ・ラオ・ザビを含む）にも及ぶ移住者を収容しきれず、ジオン公国の残存兵力や技術者、ジオン共和国からの亡命者などの流入が続き、到着後2年余りは宇宙艦での生活を余儀なくされる。その後、小惑星アクシズの要塞化、兵器の研究開発と並行して総括責任者マハラジャ・カーン指揮下で居住区画拡張を行う。
穏健派のマハラジャ・カーンは武力闘争を避けようと努めていたが、積極的な武力闘争を唱える強硬派が実権を握るために暗躍。同年12月、ミネバ・ラオ・ザビのジオン公国公王継承式を行い、ジオン公国王女として擁立。まだ幼少であったため、実権は引き続きマハラジャ・カーンにあった。この公王継承式の日、地球連邦軍の艦隊に小惑星アクシズが襲撃されたが、辛くも撃退した。
アクシズでは、ジオン公王家を保護していたこと、アクシズに集結したジオン軍兵士は降伏を拒絶した勢力であること、アクシズが連邦統治下に入ったことはなく、かつ侵攻してきた連邦艦隊を撃退したことから、軍部にも民間人にも、「ジオン公国は敗北した」という認識が薄いものが多く、そのため即時再開戦を唱える強硬派が支持を集めやすい土壌があった。
宇宙世紀0083年2月、地球圏に潜むジオン公国残党組織デラーズ・フリートと接触するため、ユーリー・ハスラー少将指揮する戦艦グワンザンを旗艦とした先遣艦隊を送り出した。
同年8月9日にマハラジャが没すると、シャアはマハラジャの次女ハマーン・カーンをミネバの摂政として推挙、シャア自身は偵察任務を帯びて地球圏へと舞い戻っている。これ以降は、ハマーンが実権を握ることとなる。
同年10月13日に勃発したデラーズ紛争においては、先遣艦隊がデラーズ・フリートと接触しMAノイエ・ジールを提供した。彼等との共闘を目論む強硬論もあったが戦闘には加わることなく、同紛争集結後はデラーズ・フリート残存兵力を収容しつ小惑星アクシズへと帰還した。
漫画『機動戦士ガンダム C.D.A. 若き彗星の肖像』では、宇宙世紀0083年7月31日に真ジオン公国を名乗る強硬派によるクーデターが発生し、10日間に渡り内戦状態に陥ったが、シャア・アズナブル大佐率いる穏健派によって鎮圧され、強硬派の首魁であるエンツォ・ベルニーニ大佐は捕縛されている。

### 地球圏への帰還と勢力拡大
宇宙世紀0086年2月6日、核パルスエンジンを用いて、小惑星アクシズ自体が地球圏に向けて発進。
宇宙世紀0087年10月12日、小惑星アクシズは地球圏に到達。本小惑星を拠点としたジオン公国残党はアクシズと名乗り、同年3月よりエゥーゴとティターンズとで争われていたグリプス戦役に、どちらの勢力にも与しない第3勢力として関わった。
本戦役においてアクシズは、独自に研究開発した戦艦グワダンおよびグワンバン、同様に独自に研究開発したモビルスーツであるガザCおよびキュベレイを戦線に投入した。また、後述するように、拠点である小惑星アクシズ自体をも戦略兵器として使用した。

### 新たなるジオン
宇宙世紀0088年2月22日、グリプス戦役の終結前後にミネバ王女が小惑星アクシズを離れた。これには、同戦役の終結直前にシャアが秘密裏に連れ出したという説と、終結直後にハマーンが勉学のために地球へ降下させたという説がある。
宇宙世紀0088年2月29日、グリプス戦役で戦力の大半を失ったエゥーゴとティターンズを余所に戦力を温存したアクシズはネオ・ジオンと改称し、第一次ネオ・ジオン抗争を引き起こした。同抗争終盤にはネオ・ジオンで内乱が発生し、小惑星アクシズはグレミー・トトに占領される。
宇宙世紀0089年1月17日、内乱で疲弊したネオ・ジオンはエゥーゴ主導の地球連邦に屈し、小惑星アクシズは地球連邦政府による管理のもと、地球圏に置かれる。
宇宙世紀0093年3月6日、第二次ネオ・ジオン抗争にかかる和平交渉の席で、金塊と引き換えに小惑星アクシズの新生ネオ・ジオンへの譲渡が決定された。同年3月12日、新生ネオ・ジオンはシャアの指揮のもと、小惑星アクシズを地球へ落下させるアクシズ落としを決行する。いち早くシャアの真意を悟った地球連邦軍ロンド・ベル隊司令ブライト・ノア大佐は盟友アムロ・レイらと共にこれを迎撃し、ついには彼のみならずブライト艦長以下数名が小惑星アクシズの内部に侵入して内側から爆破すべく奮闘し、2つに分断することに成功するが、割れた1つは地球への落下軌道に乗ってしまう。しかし、この絶望的な状況下でνガンダムとアムロが必死に抵抗した結果、サイコフレームが起こしたアクシズ・ショックにより、小惑星アクシズは奇跡的に軌道を変えて地球圏外へ離れていく。
分裂後の小惑星アクシズは2つとも地球圏からさらに離れる軌道に乗ったらしく、宇宙世紀0096年時点では連邦の監視下にある。

## アクシズの機動兵器
ここでは、アクシズがネオ・ジオンと改称する前の機体について扱う。改称後の機体については、「ネオ・ジオン#アクシズ（ネオ・ジオン）の機動兵器」を参照。
| モビルスーツ - AMX-002 ガザB - AMX-003 ガザC - ハマーン専用ガザC - AMX-003C ガザC改 - AMX-006 ガザD - AMX-007 ガザE | 試作モビルスーツ - MS-09RN シュネー・ヴァイス - MS-09RN-2 トゥッシェ・シュヴァルツ - MS-14J リゲルグ - MS-21C ドラッツェ - AMX-004 キュベレイ | モビルアーマー - AMA-00GR ゼロ・ジ・アール - AMA-002 ノイエ・ジール |

## 戦略兵器としてのアクシズ
地球圏にはない巨大な小惑星であったことと、核パルスエンジンによる移動が可能であったため、戦略級の質量兵器としても利用された。
グリプス戦役
アクシズが、ティターンズの拠点である宇宙要塞ゼダンの門にぶつけて破壊。
この際には小惑星モウサ部分を切り離し、小惑星アクシズ部分のみをぶつけた。
アクシズが、月面都市グラナダへ落下させようと試みたが失敗。
落下を阻止しようとエゥーゴが、コロニーレーザー照射で破壊する作戦を実施した。その結果、破壊はできなかったが落下コースからは逸れた。詳細はグリプス戦役#アクシズ、グラナダへ落下を参照。
第一次ネオ・ジオン抗争
グレミー・トトが、ハマーン・カーンの拠点であるコア3にぶつけて破壊。
最初は小惑星アクシズより切り離した小惑星モウサをぶつけようとするが、ハマーン率いる艦隊の砲撃により衝突コースが逸れ失敗。次に小惑星アクシズをぶつけ損傷を与えるも、爆発の衝撃で小惑星アクシズが離れていく。その後、衝突コースを逸れたはずの小惑星モウサが戻ってきて衝突。
第二次ネオ・ジオン抗争
新生ネオ・ジオンが、地球へ落下させようと試みたが失敗。
落下を阻止しようとするロンド・ベル隊が、内部から爆破し破壊することで地球落下コースから逸らす作戦を実施した。その結果、小惑星アクシズは2つの破片に分裂、ひとつは地球圏外に飛び出すコースに乗ったが、もうひとつは爆破の衝撃を受けたことで地球落下コースから逸れなかった。しかし、いわゆるアクシズ・ショックにより、こちらも落下コースを逸れ地球より離れて行った。

## 開発した技術
- ファンネル
- ガンダリウムγ

## 代表的な人物
- ハマーン・カーン
- ミネバ・ラオ・ザビ